# Stoicismo

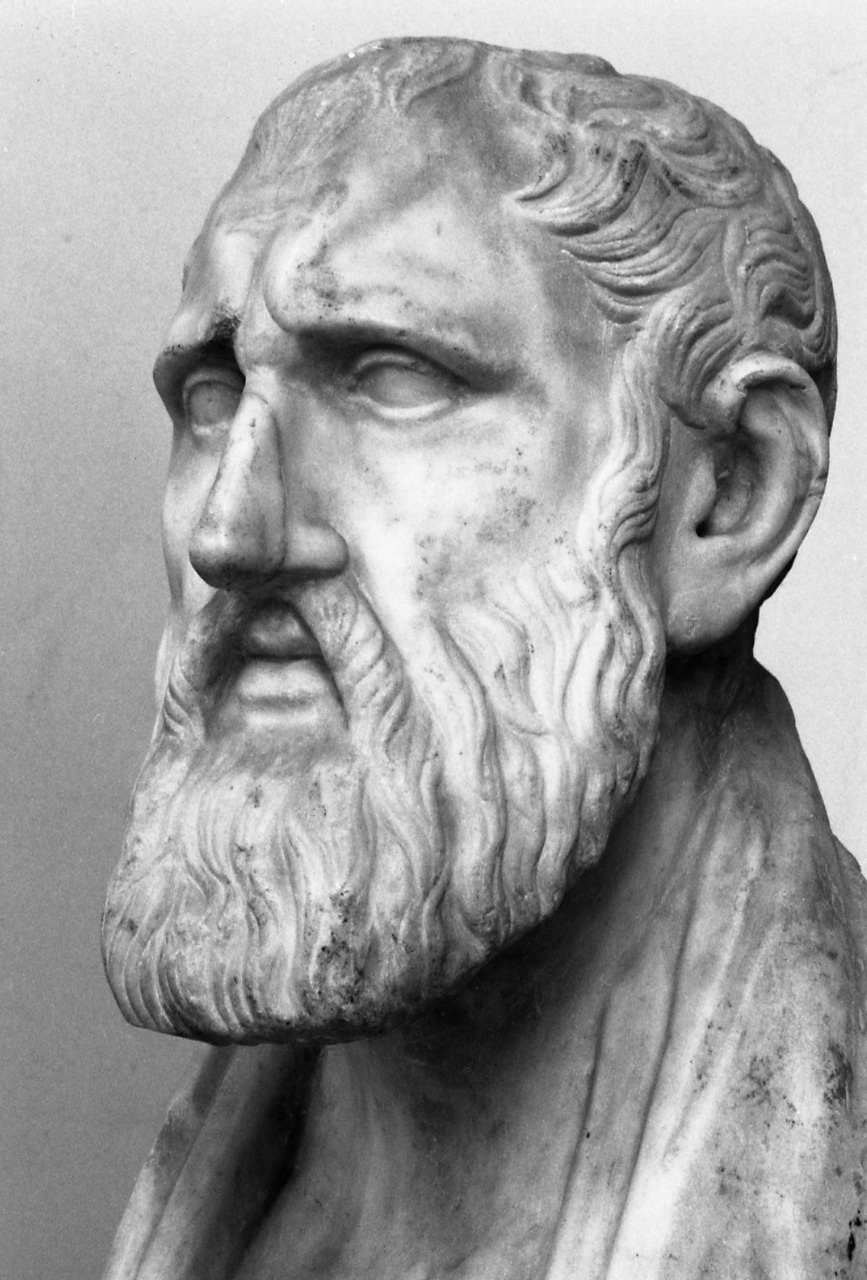
Zenone di Cizio, il fondatore della scuola

Lo stoicismo è una corrente filosofica e spirituale, di impronta razionale, panteista, determinista, e dogmatica, con un forte orientamento etico e tendenzialmente ottimista, fondata intorno al 300 a.C. ad Atene da Zenone di Cizio. La morale stoica risente di quella dei cinici, mentre la fisica si muove su una concezione del cosmo simile a quella di Eraclito. Insieme all'epicureismo e allo scetticismo, lo stoicismo rappresentò una delle maggiori scuole filosofiche dell'età ellenistica.
Tale filosofia prende il suo nome dalla Stoà Pecìle di Atene o «portico dipinto» (in greco antico: στοὰ ποικίλη?, Stoà poikílē) dove Zenone impartiva le sue lezioni. Gli stoici sostenevano le virtù dell'autocontrollo e del distacco dalle cose terrene, portate all'estremo nell'ideale dell'atarassia, come mezzi per raggiungere l'integrità morale e intellettuale. Nell'ideale stoico è il dominio sulle passioni o apatìa che permette allo spirito il raggiungimento della saggezza. Riuscire è un compito individuale, e scaturisce dalla capacità del saggio di disfarsi delle idee e dei condizionamenti che la società in cui vive gli ha impresso. Lo stoico tuttavia non disprezza la compagnia degli altri uomini e l'aiuto ai più bisognosi è una pratica raccomandata. Per la loro concezione fatalistica dell'universo, che prevedeva la realizzazione di un piano universale razionale perfetto, insito nell'ordine della natura, il termine "stoico" nel linguaggio popolare indica ancora oggi una persona che sopporta coraggiosamente le sofferenze e i disagi.
Lo stoicismo fu abbracciato da numerosi filosofi e uomini di stato, sia greci sia romani, fondendosi presso questi ultimi con le tradizionali virtù romane di dignità e comportamento. Il disprezzo per le ricchezze e la gloria mondana la resero una filosofia adottata sia da imperatori (come Marco Aurelio, autore dei Colloqui con sé stesso) che da schiavi (come il liberto Epitteto).

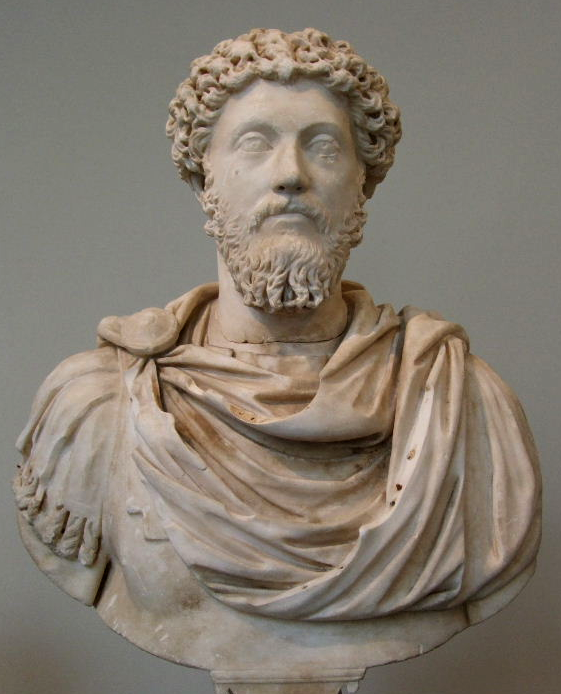
Busto dell'imperatore Marco Aurelio, uno dei massimi rappresentanti dello stoicismo romano (nuova Stoà)

Cleante, Crisippo, Seneca, Catone Uticense, Marco Giunio Bruto, Anneo Cornuto, Plinio il Vecchio, Quinto Giunio Rustico e Persio furono importanti personalità della scuola stoica, alla quale si ispirò anche Cicerone.

## Origini e fasi

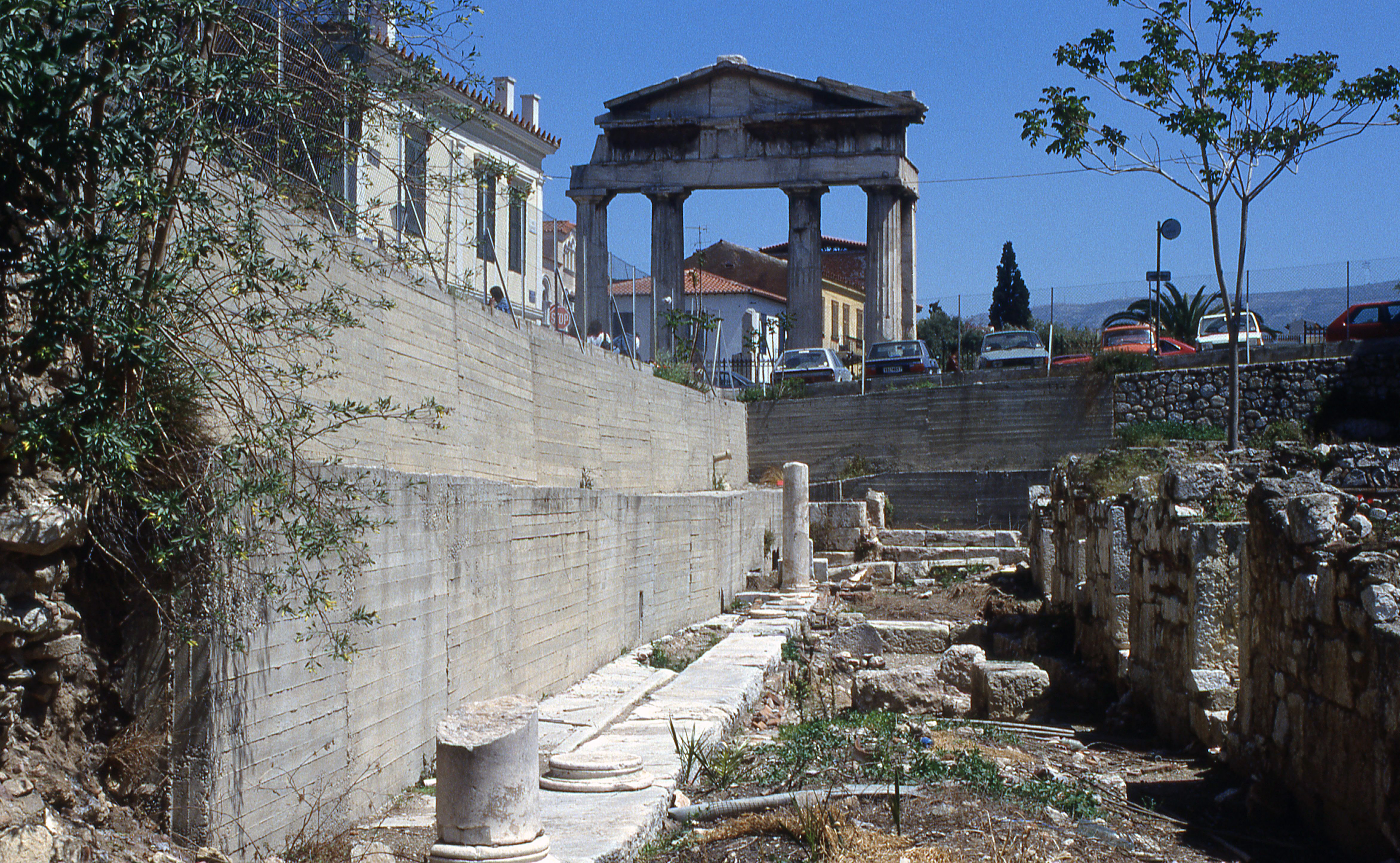
Resti della Stoà Pecile ad Atene.

Lo stoicismo nasce ad Atene, dove Zenone di Cizio impartiva le sue lezioni nella zona del portico affrescato dell'agorà (la Stoà Pecile), da cui questa corrente di pensiero prende il nome. Le lezioni si tenevano sotto questi portici dipinti poiché Zenone, non essendo ateniese ma un fenicio di Cipro, non aveva la possibilità di possedere una propria abitazione.
La fase originaria di questa scuola di pensiero è detta stoicismo antico.
Più tardi, a partire dall'introduzione di questa dottrina a Roma da parte di Panezio di Rodi, ha inizio il periodo dello stoicismo medio. Si differenzia dal precedente per il suo carattere eclettico, in quanto influenzato sia dal platonismo che dall'aristotelismo e dall'epicureismo.
Infine, abbiamo il cosiddetto stoicismo nuovo o romano, che abbandona la tendenza eclettica, cercando di tornare alle origini.
Il seguente schema mostra lo sviluppo cronologico delle varie fasi dello stoicismo e i personaggi più rappresentativi di ognuna di esse:
| Periodo     | Nome                    | Date di riferimento | Note                       |
| ----------- | ----------------------- | ------------------- | -------------------------- |
| Antica Stoà | Zenone di Cizio         | 333–264 a.C.        | Fondatore della Stoa       |
| Antica Stoà | Cleante di Asso         | 331–232/1 a.C.      | 2. Scolarca 262–232/1 a.C. |
| Antica Stoà | Aristone di Chio        | III. sec. a.C.      |                            |
| Antica Stoà | Crisippo di Soli        | 276–204 a.C.        | 3. Scolarca 232/1-204 a.C. |
| Antica Stoà | Zenone di Tarso         | III-II. sec. a.C.   | 4. Scolarca                |
| Antica Stoà | Diogene di Babilonia    | 239 –150 a.C.       | 5. Scolarca                |
| Antica Stoà | Antipatro di Tarso      | ?–129 a.C.          | 6. Scolarca 140–129 a.C.   |
| Media Stoà  | Panezio di Rodi         | 180–ca. 110 a.C.    | 7. Scolarca 129–109 a.C.   |
| Media Stoà  | Posidonio di Apamea     | 135–51 a.C.         |                            |
| Media Stoà  | Cicerone (parzialmente) | 106–43 a.C.         |                            |
| Media Stoà  | Plozio Crispino         | I secolo a.C.       |                            |
| Stoà romana | Lucio Anneo Seneca      | 1–65 d.C.           |                            |
| Stoà romana | Gaio Musonio Rufo       | 30–80 d.C.          |                            |
| Stoà romana | Epitteto                | 50–ca. 138 d.C.     |                            |
| Stoà romana | Marco Aurelio           | 121–180 d.C.        |                            |

Dopo la fine dell'età antica, vi sono stati tentativi di riproporre lo stoicismo come filosofia di vita e pensiero:
- il neostoicismo fu una corrente filosofica del tardo Rinascimento, tra il XVI e del XVII secolo, la cui finalità era di unificare lo stoicismo con la fede cristiana;
- lo stoicismo moderno è una corrente contemporanea nata negli Stati Uniti nella seconda parte del XX secolo, che riprende e aggiorna i principi della scuola stoica antica con un orientamento razionalista, alla luce della psicoterapia, della scienza moderna e del mondo attuale[10][11][12][13].

## Dottrina stoica

Un'altra metafora per la tripartizione dello stoicismo, qui considerato come un uovo: la logica è il guscio, la fisica è l'albume e l'etica è il tuorlo

Gli stoici dividevano la filosofia in tre discipline: la logica, che si occupa del procedimento del conoscere; la fisica, che si occupa dell'oggetto del conoscere; l'etica, che si occupa della condotta conforme alla natura razionale dell'oggetto. L'intera dottrina veniva paragonata ad un frutteto: la logica è il recinto che delimita il terreno, la fisica è rappresentata dagli alberi, mentre l'etica è il frutto.

### Logica
La logica per gli stoici, a differenza di quanto avveniva nel pensiero greco precedente, non è solo uno strumento al servizio della metafisica, ma si pone come disciplina autonoma rispetto agli altri campi di indagine; essa comprendeva, oltre alla gnoseologia e alla dialettica, anche la retorica. Per "logica" infatti gli stoici intendevano non solo le regole formali del pensiero che si conformano correttamente al Lògos, ma anche quei costrutti del linguaggio con cui i pensieri vengono espressi. Non a caso Lògos può significare sia ragione che discorso; oggetto della logica quindi sono proprio i lògoi, ossia i ragionamenti espressi in forma di proposizioni (lektà).
In maniera simile alla gnoseologia aristotelica, per gli stoici il criterio supremo della verità è l'evidenza, che consente di riconoscere la validità dei princìpi-guida della logica. L'evidenza si basa in particolare sull'assenso (synkatáthesis) che la mente dà alla rappresentazione di un dato fenomeno. A differenza quindi della dottrina epicurea, la conoscenza non si fonda sulla semplice sensazione (àistesis), né sull'impressione che questa provoca nell'anima (phantasía): entrambe infatti, per via della loro instabilità, non potrebbero dare alle proposizioni il carattere di scienza che invece è necessario per poter distinguere correttamente il vero dal falso.
Nel processo conoscitivo concorrono dunque due elementi:
- uno attivo, heghemonikòn, che consiste nelle anticipazioni mentali, cioè previsioni basate su conoscenze già acquisite, ma in grado di avere un ruolo di guida;
- e uno passivo, hypàrchon, che è appunto il semplice dato sensibile.

Mentre tuttavia per Zenone di Cizio l'evidenza-assenso riguardava unicamente la coscienza interiore di sé stessi o autocoscienza (oikeiosis) soltanto nella quale può aversi conformità alla legge universale del Lògos, con Cleante essa diventa comprensiva (kataleptikè) anche dei piani ontologici della realtà esterna, perché il Lògos che muove il pensiero razionale dell'uomo è in fondo lo stesso situato a fondamento dell'universo.
A partire dall'evidenza catalettica, che garantisce così la corrispondenza con la realtà, si struttura quindi la dialettica stoica, che comporta un ampliamento di indagine del sillogismo aristotelico, che viene ora inteso in un senso non solo deduttivo, ma anche ipotetico. Questo nuovo approccio consente di valutare un ragionamento in riferimento ad un evento reale, sulla base di un insieme di proposizioni legate tra loro da operatori logici (proposizioni complesse).
Ad esempio, se in un ragionamento una o più premesse (lèmmata) vengono legate ad una premessa addizionale, si giunge a delle conclusioni (epiphorá), come nella seguente frase: «Se è giorno c'è luce; ma è giorno; dunque c'è luce». Questa può essere formalizzata in: «Se p allora q; ma p; dunque q», ovvero {\displaystyle ((p\rightarrow q)\wedge p)\rightarrow q}). Il seguente schema esemplifica le varie tipologie di proposizioni a seconda dell'operatore logico utilizzato:
| TIPO                          | Connettore logico | Equivalente nella logica contemporanea                        | Esempio                        |
| ----------------------------- | ----------------- | ------------------------------------------------------------- | ------------------------------ |
| Proposizione condizionale     | SE                | {\displaystyle p\rightarrow q}                                | "Se è giorno, c'è luce"        |
| Proposizione sub-condizionale | POICHÉ            | {\displaystyle (p\rightarrow q)\wedge p}                      | "Poiché è giorno, c'è luce"    |
| Proposizione congiuntiva      | E                 | {\displaystyle p\wedge q}                                     | "Si è fatto giorno e c'è luce" |
| Proposizione disgiuntiva      | O (esclusiva)     | {\displaystyle (p\vee q)\wedge } ~{\displaystyle (p\wedge q)} | "O è giorno, o è notte"        |

Mediante lo studio dei connettori logici, gli Stoici hanno dato vita a quella particolare disciplina che oggi è altrimenti conosciuta come logica proposizionale.
Il linguaggio in cui si esprime questa logica tuttavia non era per gli Stoici qualcosa di convenzionale, ma doveva rispondere al più alto compito dell'uomo, che consisteva nella contemplazione della verità, abbracciandola nella sua totalità. Scopo finale della gnoseologia stoica era infatti quello di rappresentarsi il corretto articolarsi del Lògos nel mondo, di coglierne cioè la struttura razionale, in vista dell'agire virtuoso (katòrthoma).
Come il sillogismo aristotelico, anche la logica stoica non fu esente dalla formulazione di paradossi condizionali, quali il paradosso del mentitore, il paradosso del coccodrillo, il paradosso del sorite.

### Fisica
Sebbene tutto il sistema fosse subordinato all'etica, questa si fondava a sua volta su un principio che ha origine nella fisica.

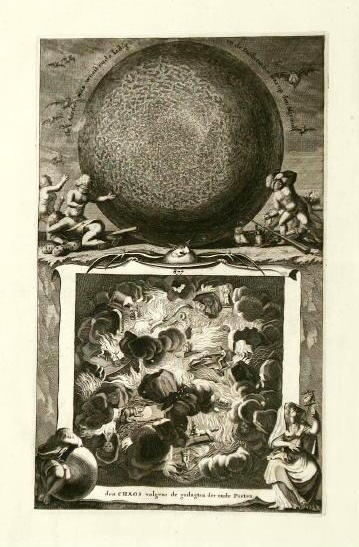
La conflagrazione del caos da cui si origina il cosmo, in un disegno di Willem Goeree, 1690.

La fisica stoica deriva dalla concezione eraclitea del fuoco come forza produttiva e ragione ordinatrice del mondo. Da questo fuoco artigiano (πύρ τεχνικόν) si genera l'universo, il quale, in certi periodi determinati di tempo che sono cicli cosmici, si distrugge per tornare a rinascere dal fuoco in una nuova palingenesi, ristabilendosi ogni volta nel suo stato originario. Per questo motivo si è soliti parlare di un eterno ritorno (apocatastasi) che si produce ciclicamente sotto forma di conflitto universale, attraverso una conflagrazione o ecpirosi (εκπύρωσις). Ogni periodo che si produce dal fuoco e culmina nella sua distruzione attraverso il fuoco stesso è definito diakosmesis (διακόσμησις).
(Crisippo, in Arnim, SVF, II, fr. 625)
Tale ordinamento è retto da una ragione (Λόγος) universale. Questa può essere intesa come un movimento incausato, eterno, inarrestabile, immanente, che pervade qualunque forma di essere, dal più semplice ed infimo fino al più grande e complesso, vivente e non vivente. Dalla sua azione scaturiscono due principi in cui il mondo risulta suddiviso: uno attivo, chiamato in vari modi (appunto logos, o Zeus, soffio, natura), ed uno passivo, che è la materialità delle cose.
Già Aristotele aveva affermato che la materia non potrebbe sussistere senza una forma, e quindi senza un Dio che, in quanto atto puro, è la causa del suo strutturarsi in un certo modo. Gli Stoici tuttavia eliminano ogni dualismo tra l'essere in potenza e l'essere in atto, sostenendo che Dio non sarebbe perfetto se la materia fosse ancora, in qualche modo, indipendente da Lui. Dio pertanto non solo produce le forme, ma rappresenta anche la materia stessa, l'elemento passivo che viene plasmato da quello attivo. Ciò significa che il Logos non è semplice corporeità, ma è la radice di ogni corporeità (lògos spermatikòs). Dio è un Pensiero che, nel pensare se stesso, pensa e crea anche l'universo, in un'unità inscindibile di spirito e materia.
Questo spirito aeriforme o pneuma, che è riscaldato dal fuoco, raffreddandosi dà quindi origine all'acqua, e infine all'elemento solido (terra): sono i quattro elementi che compongono l'universo. Un altro termine utilizzato per indicare il soffio vitale che pone ordine nella materia inerte è «Anima del mondo», ripreso in particolare dal Timeo di Platone; in virtù di questo princìpio tutto l'universo risulta concepito come un unico grande organismo, regolato da intime connessioni (sympàtheiai) fra le sue parti. Esso è un tutto omogeneo, nel quale non ci sono zone vuote; contro Epicuro, gli stoici affermano la fluidità e penetrabilità dei corpi e, di conseguenza, la tesi per cui non tutto è materia: così, in maniera simile a quanto sosterrà Plotino, l'essere non esaurisce il «tutto». L'espressione comprensiva utilizzata dagli stoici per indicare sia gli enti che gli incorporei è ti, il «qualcosa», contrapposto al niente.
La dottrina stoica degli incorporei si riflette nella concezione sul destino dell'anima dopo la morte; Crisippo riteneva solo le anime dei saggi sopravvivessero, altri (Zenone e i suoi discepoli diretti)  pensavano invece che tutte, indistintamente, continuassero a vivere fino al momento della conflagrazione cosmica quando si fonderanno con l'Anima del mondo, per tornare a ricostituirsi nuovamente ad ogni ciclo come tutto il resto.
L'ordine presente all'interno del cosmo è inoltre qualcosa di necessario: una necessità che non è da intendersi meccanicamente alla maniera degli atomisti, bensì in un'ottica finalistica. Nulla infatti avviene per caso: è il Fato, o il Destino, a guidare gli eventi. E poiché tutto accade secondo ragione, il Logos divino è anche Provvidenza (prònoia), in quanto predispone la realtà in base a criteri di giustizia, orientandola verso un fine prestabilito. La fisica stoica aderisce pertanto alla convinzione giusnaturalista che esista un diritto di natura, al quale è giusto conformarsi, e di cui le diverse legislazioni dei singoli Stati sono solo imperfette imitazioni. 
(Zenone di Cizio, citato in Diogene Laerzio, Vite e dottrine dei filosofi, VII, 88)

### Etica
L'etica stoica si fonda sul principio che l'uomo è partecipe del lógos e portatore di una "scintilla" di fuoco eterno. L'essere umano è l'unica creatura, fra tutti i viventi, nella quale il Lògos si rispecchia perfettamente: egli è pertanto un microcosmo, una totalità in cui tutto l'universo è riprodotto.
La virtù consiste nel vivere in modo conforme (ομολογία) alla natura del mondo, secondo il principio di conservazione (oikeiosis). Mentre gli animali tendono a preservare se stessi obbedendo agli impulsi, gli uomini devono sempre saper scegliere quel che conviene alla loro natura di esseri razionali. Il principio-guida della condotta umana quindi non può essere quello della ricerca del piacere, come sostengono gli epicurei. Ecco il pensiero di Crisippo (o uno dei suoi discepoli) al riguardo:
(Arnim, SVF, III, 178)

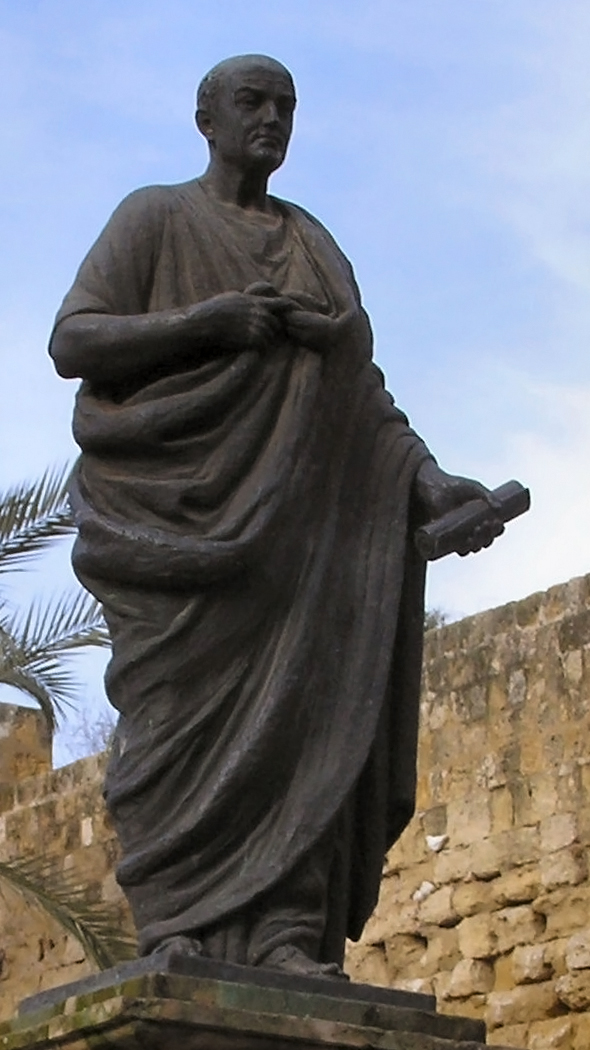
Seneca

La guida dell'azione va invece ricercata, ancora una volta, nel principio attivo dell'anima (heghemonikòn), al quale deve sottostare quello passivo (pàthos). Sono le passioni infatti che impediscono l'adeguamento della condotta umana alla razionalità. Raggiungendo lo stato di dominio sulle passioni o apatia (απάθεια), ciò che poteva apparire come male e dolore si rivela un elemento positivo e necessario; anche la malattia e la morte quindi vanno accettate.
Si tratta di un'etica del dovere, riassunta da Epitteto nel celebre motto «ανέχoυ καί απέχoυ» («sopporta e astieniti»), non tanto come invito a sopportare il dolore e astenersi dai piaceri, ma ad accogliere serenamente quel che riserva il destino evitando però di farsi coinvolgere emotivamente.
Questo è anche il senso della famosa metafora stoica che paragona la relazione uomo-Universo a quella di un cane legato ad un carro. Il cane ha due possibilità: seguire armoniosamente la marcia del carro o resisterle. La strada da percorrere sarà la stessa in entrambi i casi; ma se ci si adegua all'andatura del carro, il tragitto sarà armonioso. Se, al contrario, si oppone resistenza, la nostra andatura sarà tortuosa, poiché saremo trascinati dal carro contro la nostra volontà. L'idea centrale di questa metafora è espressa in modo sintetico e preciso da Seneca, quando sostiene, riprendendo Cleante: «Ducunt volentem fata, nolentem trahunt» («Il destino guida chi lo accetta, e trascina chi è riluttante»).

#### La saggezza
Avendo imparato che i mali sono tali solo in apparenza, lo stoico può anche accettare il suicidio come atto conclusivo del compito riservatogli dal destino, purché sia appunto una scelta deliberata e non dettata da un impulso momentaneo. Dev'essere cioè un atto razionalmente giustificato: «la ragione stessa ci esorta a morire in un modo, se è possibile, che ci piace», secondo Seneca; ad esempio, anche se il saggio deve giovare allo stato (res publica minor), il suo servigio non può arrivare fino a compromettere la propria integrità morale e per salvarla egli dev'essere pronto all'extrema ratio del suicidio. Lui stesso si tolse la vita in seguito alla condanna a morte da parte di Nerone per la congiura di Pisone. Solo la virtù e la saggezza, infatti, hanno valore, mentre la vita, sebbene preferibile alla morte, è un bene indifferente come la ricchezza, gli onori, e gli affetti. Se quindi la vita non consente più un sereno esercizio della ragione, il saggio è pronto a rinunciarvi, convinto che «morire bene significhi sfuggire al pericolo di vivere male». «Chiedi quale sia la via alla libertà? Qualsiasi vena del tuo corpo.» Per Epitteto, che fa eco a Epicuro: «ricorda che la porta sta aperta. Non essere più timido dei ragazzini, ma, come quelli, quando il gioco non è di loro gradimento, dicono «Non gioco più», così anche tu, quando le circostanze ti sembrano altrettanto spiacevoli, dì semplicemente «Non gioco più» e vattene: se rimani, però, non lamentarti».
Oltre a Seneca, tra gli stoici che scelsero il suicidio si conoscono: secondo alcuni lo stesso Zenone di Cizio; probabilmente Cleante; Catone Uticense, per protesta contro Cesare; il suo genero Marco Giunio Bruto, uno dei cesaricidi, per evitare di cadere vivo nelle mani di Ottaviano e Marco Antonio; Dionisio di Eraclea detto il Rinnegato; Antipatro di Tarso; Marco Anneo Lucano (nipote di Seneca) e Trasea Peto (anche loro vittime della repressione neroniana); l'imperatore Marco Aurelio che, ammalatosi di peste, si lasciò morire d'inedia.
La saggezza pratica (phronesis), a differenza di quella teoretica (sophia), per gli stoici consiste nella capacità di raggiungere la felicità, stato corrispondente al raggiungimento dell'atarassia, o imperturbabilità dell'animo, concetto derivante in gran parte dalla scuola cinica.
Ad essa si approda guadagnando il dominio di se stessi: dei propri pensieri e delle proprie passioni. Secondo gli stoici, la volontà del saggio aderisce perfettamente al suo dovere (kathèkon), obbedendo a una forza che non agisce esteriormente su di lui, bensì dall'interno. Egli vuole quel che deve, e deve quel che il suo stesso lògos gli impone. Lo stoicismo non è dunque una sorta di esercizio forzato di vita, perché tutto, nell'esistenza del saggio, scorre pacificamente.
E poiché il Bene consiste nel vivere secondo il Lògos, il male è solo ciò che in apparenza vi si oppone. Ne risultano così tre tipologie di azioni:
1. quelle dettate dalla ragione, come il rispetto per i genitori, gli amici e la patria;
2. quelle contrarie al dovere, e quindi da evitare, in quanto irrazionali ed emotive;
3. quelle «indifferenti» sia al bene che al male (adiáphora), come ad esempio sollevare una pagliuzza, o tenere una penna.

È in quest'ultima categoria che però rientrano di fatto anche tutte quelle azioni in grado di determinare salute, ricchezza, potere, schiavitù, ignominia, ecc. Queste qualità per gli stoici non hanno importanza, perché non esistono beni intermedi: la felicità o l'infelicità dipendono unicamente da noi, non possono essere il risultato di una mediazione. Da qui la netta contrapposizione: o si è sapienti, o si è stolti, tutto il resto è indifferente.
Nessuno, di conseguenza, è schiavo per natura, l'essere umano è assolutamente libero di approdare alla saggezza, mentre schiavo è soltanto colui che si fa dominare dalle passioni.
Per ottenere questo risultato occorrerà saper identificare ciò che serve con la proairesi (l'uso della ragione), applicando la diairesi, ovvero la scelta che risulta migliore.
Avendo fiducia nel fatto che tutto sia regolato necessariamente dal Λόγος, il saggio è tale in quanto abbandona il punto di vista relativo dell'io individuale per assumere un punto di vista assoluto, una visione della realtà sub specie aeternitatis. Al punto culminante del suo complesso itinerario spirituale, reso possibile anche dalla riflessione filosofica, egli approda così ad un'unione ascetica con il tutto.
Logica, fisica ed etica vanno pensati proprio come una scala che conduce verso la contemplazione finale. E l'etica, il cui frutto è la virtù, rappresenta l'ultimo gradino: si recupera in tal modo da Socrate la concezione intellettuale dell'etica, per cui il Bene è uno solo, e scaturisce dall'unico vero sapere.

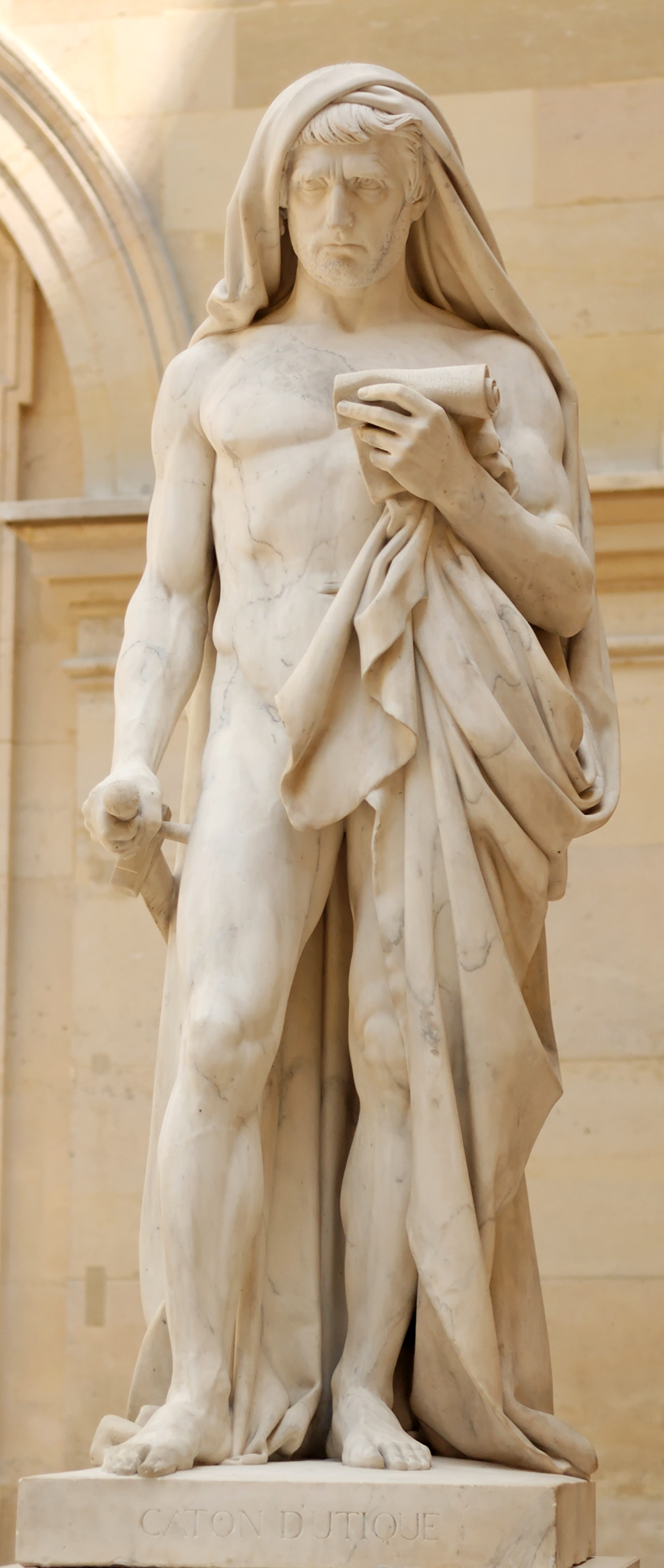
Statua di Catone Uticense, raffigurato mentre si appresta a leggere il Fedone di Platone prima di suicidarsi.

#### Attivismo politico
Poiché lo spirito e la materia sono uniti indissolubilmente, la saggezza dagli Stoici non è concepita come un'attività puramente intellettuale, ma anche propedeutica all'agire. Il concetto di apatia, che a molti potrebbe apparire come una sorta di stolta indifferenza, e che oggi ha assunto un connotato per lo più negativo, è al contrario il risultato della virtù che si attua in aderenza alle leggi del Lògos. Solo compiendo il proprio dovere, infatti, l'uomo può identificarsi con esso, diventando ciò che egli da sempre è. A differenza dei cinici, dunque, fra i doveri principali degli uomini, in quanto esseri razionali, vi è soprattutto la politica.

Questa nuova forma di attivismo fu introdotta in particolare quando alcuni esponenti della media-stoà, come Panezio, entrarono in contatto con l'ambiente romano. Fu così che numerosi stoici dell'antichità divennero attivi statisti, dediti all'esercizio del bene pubblico. In loro si avverte soprattutto una dimensione cosmopolita, che scaturisce da quel sentimento di compassione e partecipazione agli eventi del mondo proprio della sympàtheia, ossia dell'intima connessione esistente tra la sfera dell'uomo e quella dell'Anima cosmica: essi sono sudditi di una patria universale, non c'è avvenimento che non li riguardi.
L'«indifferenza stoica» del primo periodo venne perciò modificata: in maniera maggiormente simile a quanto affermava Aristotele nella sua Etica Nicomachea, se i mali o i beni materiali sono indifferenti per il raggiungimento della virtù, non per questo è da ignorare tutto ciò che può dare un prezioso contributo in tal senso: esistono anche beni che, se di per sé non danno la felicità, sono però preferibili (proegména) rispetto ad altri. Questo mutamento di prospettiva avvenne quando Panezio si rese conto che l'ideale stoico della saggezza poteva apparire vuoto e astratto, rischiando di mettere in crisi l'intera dottrina dell'etica. Diogene Laerzio riferisce in proposito:
(Diogene Laerzio, Vite e dottrine dei filosofi, VII, 128)

Sarà invece con la nuova Stoà che verrà recuperata una concezione dell'etica nuovamente rigorosa sul modello di quella antica, pur mantenendo delle notevoli tendenze al cosmopolitismo e al filantropismo. Cicerone parla di humanitas, sentimento di benevolenza e solidarietà disinteressata verso i suoi simili. Epitteto (concezione ripresa poi da Marco Aurelio) affermerà di sentire tutti gli uomini come suoi fratelli, essendo come lui figli dello stesso Lògos:
(Epitteto)